# お水取りの椿菓子

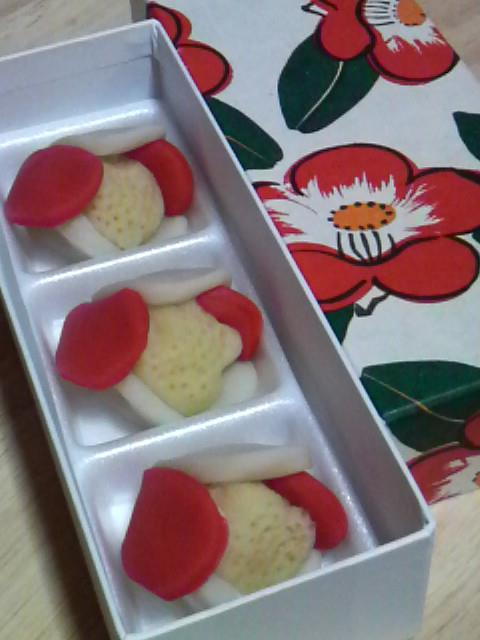
萬々堂通則の「糊こぼし」

お水取りの椿菓子（おみずとりのつばきがし）は、奈良東大寺二月堂の修二会に因み、椿の花をかたどった季節の生菓子である。

## 概要
東大寺二月堂の「修二会（お水取り）」は、毎年3月1日から3月14日まで本行が行われ、別火の練行衆が2月23日の「花ごしらえ」の日に作った造花の椿が二月堂本尊十一面観音に捧げて祭壇に飾られる。
二月堂下にある開山堂の椿は、赤い花に白い斑点が入り、練行衆が造花を作るときに糊をこぼしたようだと「糊こぼし」、また、開山の良弁僧正に因んで「良弁椿」と呼ばれ、「奈良三銘椿」の一つに数えられている。
奈良の和菓子店では、お水取りゆかりの椿に因む和菓子が作られ、修二会の前行の始まる2月初めから、修二会が終わる3月中旬までの時期に販売される。
店によってそれぞれ製法が異なるが、代表的なものは、紅白に着色した練り切りの花弁と、黄味餡のおしべからなる。また、商品名も店ごとにそれぞれ修二会にちなんだ名前が付けられている。
奈良では「お水取りが済むと春が来る」と言われ、目に鮮やかな春を呼ぶ銘菓として親しまれている。

## 主な製造販売店
- 千代乃舎 本家竹村「御堂椿」
- 御菓子司 萬々堂通則「糊こぼし」
- 寧楽菓子司 中西与三郎「南無観椿」
- 御菓子司 萬勝堂「修二会の椿」
- 菓匠 千壽庵吉宗「二月堂椿」
- 御菓子司 鶴屋徳満「開山良弁椿」
- 和洋御菓子司 とらや「開山椿」
- 御菓子司 萬林堂「参籠椿」
- 萬御菓子誂處 樫舎「良弁椿」
- 大和風詠菓 萬春堂「修二会椿」
- 本家菊屋「開山堂」